# جثوة

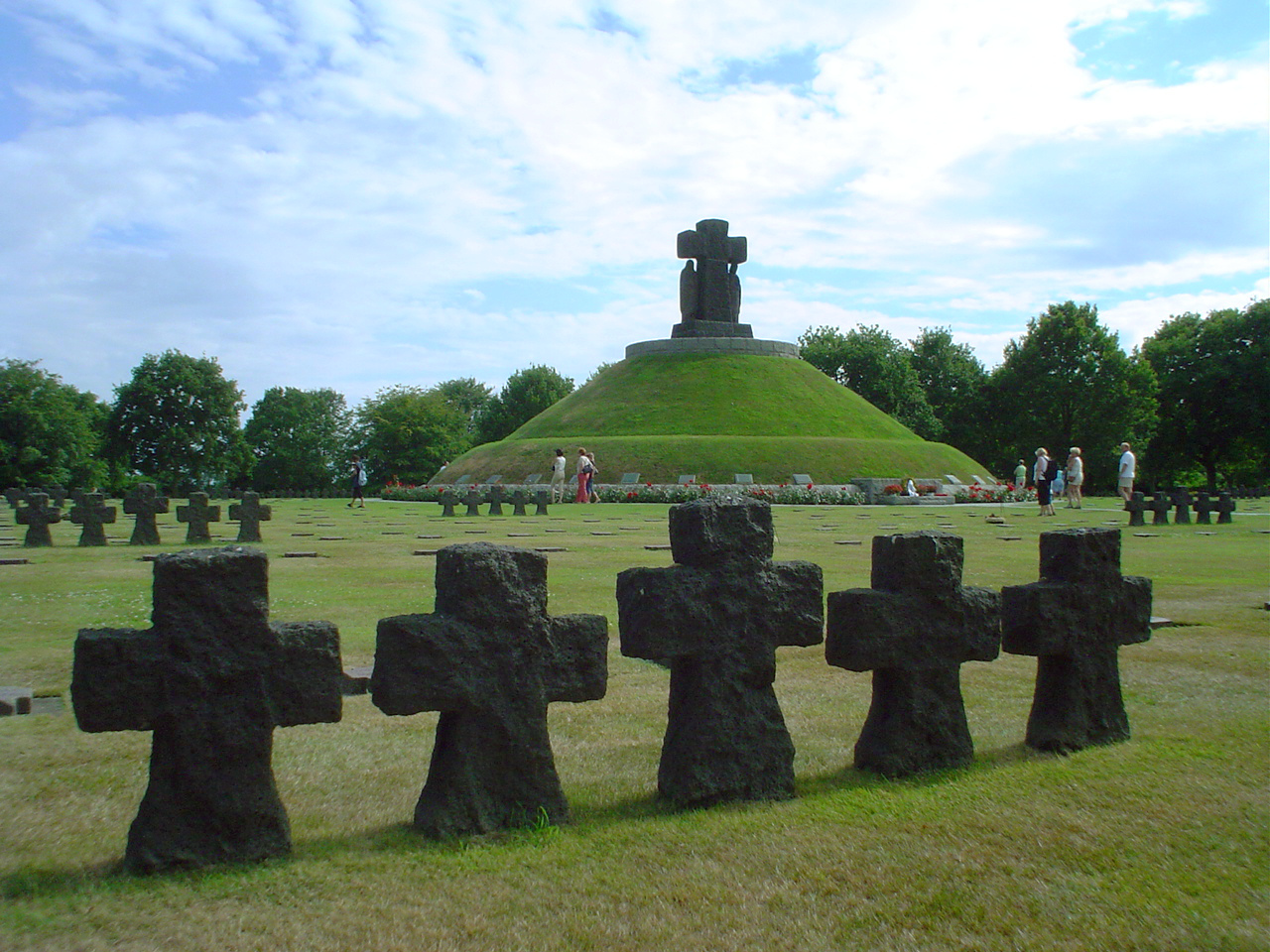
جثوة مقبرة المخيم عن حرب ألمانيا

الجُثْوَة أو الرُّجمة أو الرُّجم أو تلُّ الدفن هي كومة تراب أو حجر توضع فوق قبر ما وهي موجودة في معظم أرجاء العالم.

## طالع المزيد
- فن الشعائر الجنائزية